# قبلة

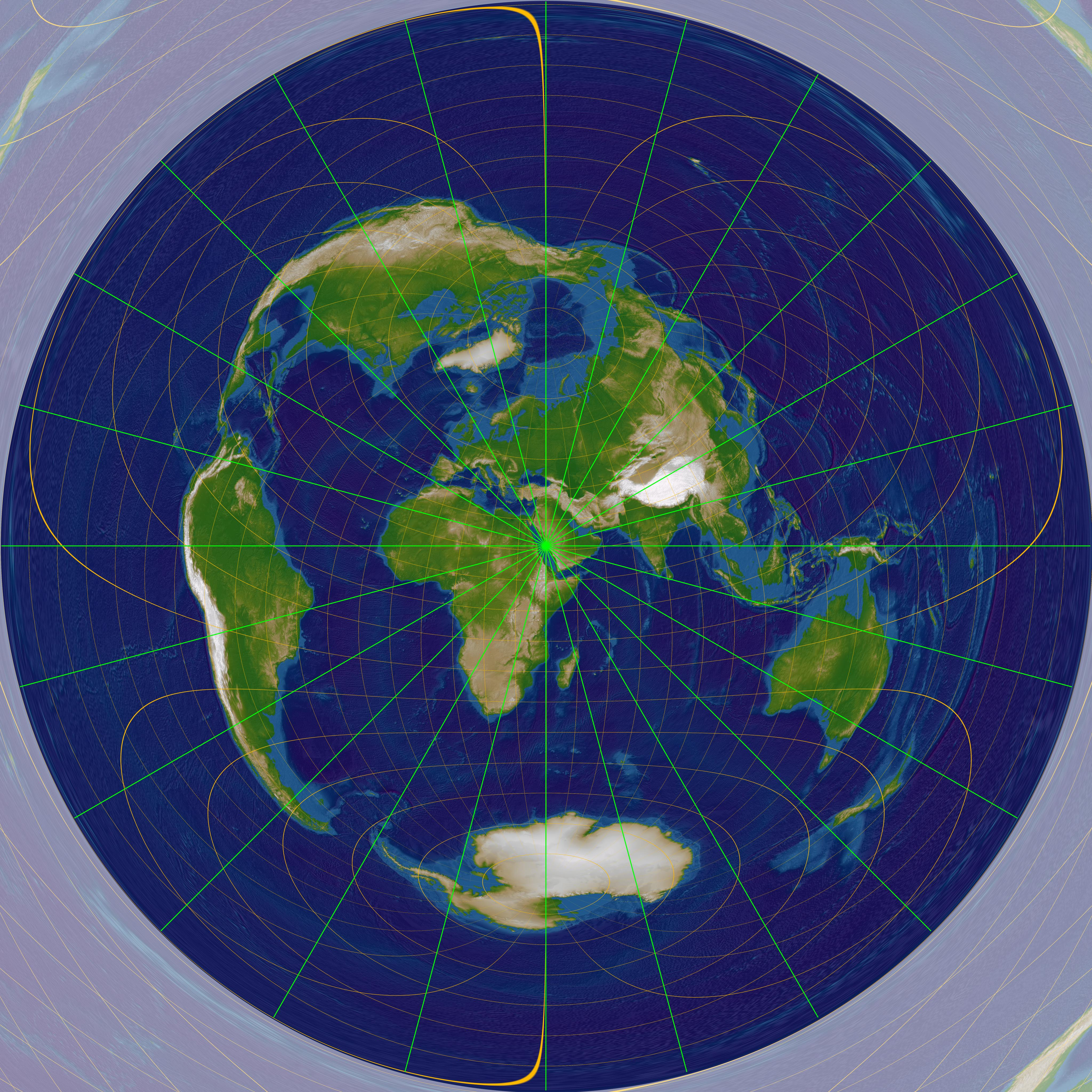
القِبلة كما تبدو في اسقاط سمتي للعالم مركزه هو مكة ، القِبلة = الزاوية بين الخط المنصف طوليًّا للخريطة والخط المار بالموقع ؛ فتتساوى المواقع التي تقع على خط واحد في زاوية القِبلة.

القِبلة هي وجهة المصلي عند الصلاة وهي عند المسلمين الكعبة المشرفة في مدينة مكة. في فترة مبكرة من الإسلام كانت القِبلة هي بيت المقدس قبل هجرة النبي محمد إلى المدينة المنورة، وبذلك سميت القدس بـ"أولى القبلتين"، كان تحويل القِبلة في 17 رجب سنة 2 من الهجرة، وقيل في 8 محرم من ذات العام، أثناء الركعة الثانية من صلاة الظهر.
تحوي معظم المساجد على ركن في أحد الجدران يدعى المحراب والذي يدل على اتجاه القِبلة، والمسلمون في جميع أنحاء العالم يصلون باتجاه القِبلة وهذا ما يجسد وحدة الأمة الإسلامية تحت شريعة الله.

## أهمية القِبلة
للقِبلة أيضاً أدواراً هامة أخرى غير كونها وجهة المصلي، حيث يُدفن المسلمون بعد الموت بحيث يكون الجانب الأيمن لجسدهم هو اتجاه القِبلة ويُدار وجههم نحوها، فمثلاً إذا كانت القِبلة نحو الجنوب فيُدفن جسد المُتوفّى بحيث يكون رأسه نحو الغرب وأرجله نحو الشرق ويُدار وجهه إلى الجنوب والذي افترضناه اتجاهاً للقِبلة.
كذلك يكون رأس الماشية المذبوحة ذبحاً حلالاً مستقبلاً القِبلة أثناء الذبح.
أيضاً لا يجوز استقبال القِبلة أو استدبارها بغائط أو بول، فبيت الخلاء يجب أن لا يكون باتجاه القِبلة أو بعكسها، حيث قَالَ رَسُولُ اللَّهِ صَلَّى اللَّهُ عَلَيْهِ وَسَلَّمَ: "لا تَسْتَقْبِلُوا الْقِبْلَةَ بِغَائِطٍ، وَلا بَوْلٍ، وَلا تَسْتَدْبِرُوهَا، وَلَكِنْ شَرِّقُوا أَوْ غَرِّبُوا "

## تاريخ القِبلة
- قال الله في القرآن الكريم ﴿وَأَوْحَيْنَا إِلَى مُوسَى وَأَخِيهِ أَنْ تَبَوَّآَ لِقَوْمِكُمَا بِمِصْرَ بُيُوتًا وَاجْعَلُوا بُيُوتَكُمْ قِبْلَةً وَأَقِيمُوا الصَّلَاةَ وَبَشِّرِ الْمُؤْمِنِينَ (87)﴾ (سورة يونس).
- قال الله في القرآن الكريم ﴿ سَيَقُولُ السُّفَهَاءُ مِنَ النَّاسِ مَا وَلَّاهُمْ عَنْ قِبْلَتِهِمُ الَّتِي كَانُوا عَلَيْهَا قُلْ لِلَّهِ الْمَشْرِقُ وَالْمَغْرِبُ يَهْدِي مَنْ يَشَاءُ إِلَى صِرَاطٍ مُسْتَقِيمٍ (142)﴾ (سورة البقرة).
- قال الله في القرآن الكريم ﴿ وَكَذَلِكَ جَعَلْنَاكُمْ أُمَّةً وَسَطًا لِتَكُونُوا شُهَدَاءَ عَلَى النَّاسِ وَيَكُونَ الرَّسُولُ عَلَيْكُمْ شَهِيدًا وَمَا جَعَلْنَا الْقِبْلَةَ الَّتِي كُنْتَ عَلَيْهَا إِلَّا لِنَعْلَمَ مَنْ يَتَّبِعُ الرَّسُولَ مِمَّنْ يَنْقَلِبُ عَلَى عَقِبَيْهِ وَإِنْ كَانَتْ لَكَبِيرَةً إِلَّا عَلَى الَّذِينَ هَدَى اللَّهُ وَمَا كَانَ اللَّهُ لِيُضِيعَ إِيمَانَكُمْ إِنَّ اللَّهَ بِالنَّاسِ لَرَءُوفٌ رَحِيمٌ (143)﴾
- قال الله في القرآن الكريم ﴿ وَلَئِنْ أَتَيْتَ الَّذِينَ أُوتُوا الْكِتَابَ بِكُلِّ آَيَةٍ مَا تَبِعُوا قِبْلَتَكَ وَمَا أَنْتَ بِتَابِعٍ قِبْلَتَهُمْ وَمَا بَعْضُهُمْ بِتَابِعٍ قِبْلَةَ بَعْضٍ وَلَئِنِ اتَّبَعْتَ أَهْوَاءَهُمْ مِنْ بَعْدِ مَا جَاءَكَ مِنَ الْعِلْمِ إِنَّكَ إِذًا لَمِنَ الظَّالِمِينَ (145)﴾ (سورة البقرة).

لقد كان المسجد الأقصى في مدينة القدس في فلسطين هو القِبلة سابقاً. حيث بقي على هذا الحال إلى أن أتى أمر الله بتغيير القِبلة إلى الكعبة، وذلك بعد عدة أشهر من هجرة النبي محمد إلى المدينة المنورة، وحيث أن النبي محمد لطالما تمنى أن تكون الكعبة هي القِبلة، فنزلت الآية: ﴿قَدْ نَرَى تَقَلُّبَ وَجْهِكَ فِي السَّمَاءِ فَلَنُوَلِّيَنَّكَ قِبْلَةً تَرْضَاهَا فَوَلِّ وَجْهَكَ شَطْرَ الْمَسْجِدِ الْحَرَامِ وَحَيْثُ مَا كُنْتُمْ فَوَلُّوا وُجُوهَكُمْ شَطْرَهُ وَإِنَّ الَّذِينَ أُوتُوا الْكِتَابَ لَيَعْلَمُونَ أَنَّهُ الْحَقُّ مِنْ رَبِّهِمْ وَمَا اللَّهُ بِغَافِلٍ عَمَّا يَعْمَلُونَ ۝١٤٤﴾ [البقرة:144].

## تحديد اتجاه القِبلة

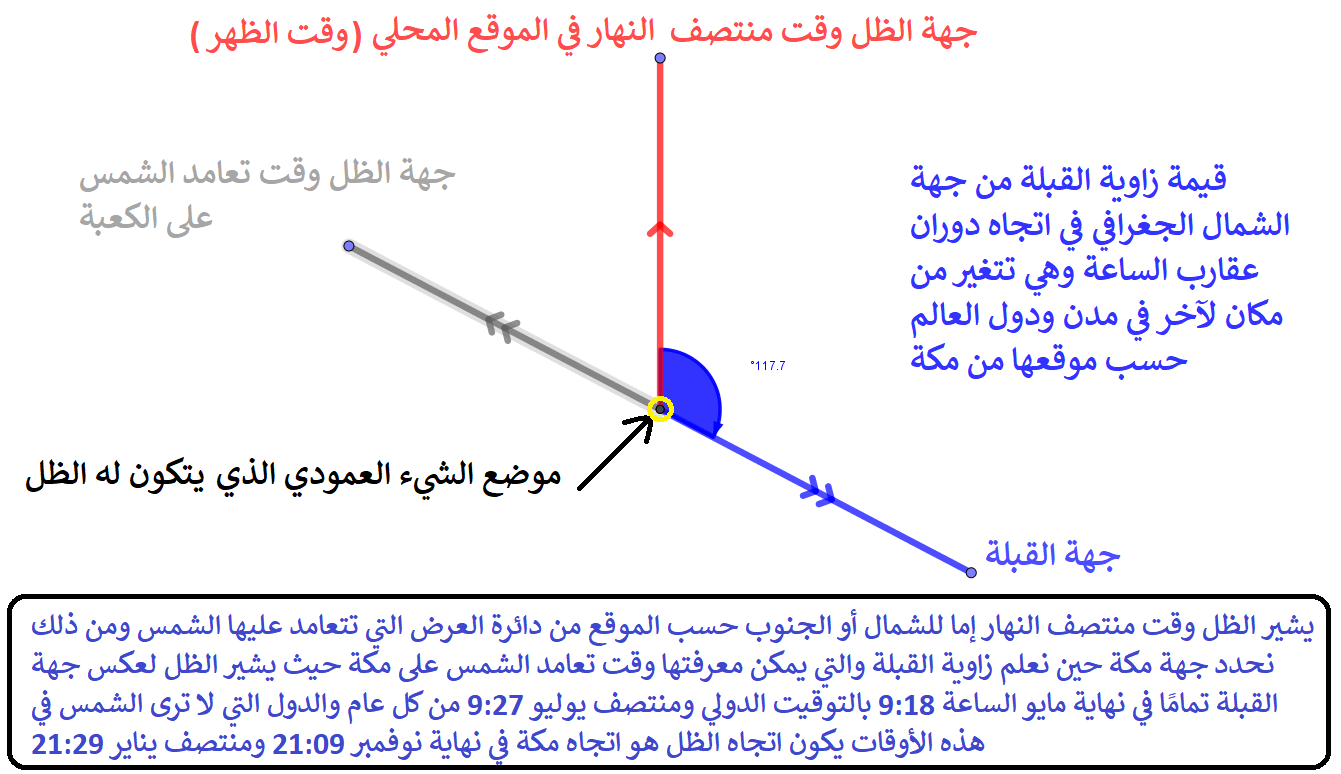
صورة توضح فكرة تعامد الشمس على مكة وتحديد القِبلة بواسطة الظل وتحديد قيمة الزاوية لكي تستخدم لاحقًا في نفس المدينة عن طريق الظل أيضًا ولكن وقت الزوال.

- لقد كان المُسْلِمون المُسافرون في عصر الحضارة الإسلامية يستخدمون الإسطرلاب لمعرفة اتجاه القِبلة.
- يمكن تحديد اتجاه القِبلة أيضاً بطريقة دقيقة جداً وهي حينما تتعامد الشمس مباشرة مع الكعبة حيث يختفي ظل الكعبة تماماً، حينها وفي المناطق المعرضة للشمس، يكون ظل الأشياء بعكس القِبلة تماماً. تحدث ظاهرة التعامد هذه مرتين كل سَنة وذلك في 27 أو 28 من شهر أيار (مايو) الساَّعة 9:18 بتوقيت غرينتش، وكذلك في 15 أو 16 من شهر تموز (يوليو) الساعة 9:27 بتوقيت غرينتش. وبالمثل فإنه يمكن تحديد اتجاه القِبلة بالنسبة للمناطق التي لا تشترك في النهار مع مكة في هذين الوقتين السابقين بنفس الطريقة حين تتعامد الشمس مع المنطقة المقابلة تماماً للكعبة المشرفة في النصف الآخر مِن الكرة الأرضية ولكن تكون القِبلة في اتجاه ظلال الأشياء وليس عكسها كما في المناطق التي تشترك مع مكة في النهار في الوقتين السابقين، ويحدث هذا التعامد مرتين كل سنة وذلك في 12 أو 13 كانون الثاني (يناير) الساعة 21:29 بتوقيت غرينتش وفي 28 تشرين الثاني (نوفمبر) الساعة 21:09 بتوقيت غرينتش أي بعد 6 أشهر و12 ساعة تقريبًا من الوقتين السابقين أي في مِثْلِ وقت آذان الظهر بمكة مع إضافة 12 ساعة عليه أو بِعِبارة أُخرَى (في منتصف ليل مكة تقريبًا بما يُشابه وقت الظُّهر بها نهارًا) وهذه الطريقة تختلف عن الطريقة الأولى التي تعتمد مباشرة على وقت الظهر بمكة.
- عند تعيين زاوية القِبلة ومحاولة تطبيق ذلك لاحقًا فيمكن بواسطة تحديد اتجاه الشمال أو الجنوب بواسطة الظل في منتصف النهار حيث يشير لأحد الاتجاهين غالبا عدا في أول فصل الربيع وأول الخريف في الاستواء فيمكن تحديدهما بمعرفة جهة الشرق والغرب حيث يكونان بزاوية 90 درجة معهما، بعد ذلك يتم قياس الزاوية من جهة الشمال ؛ لكن نراعي عند تحديد الشمال بالبوصلة وجود انحراف يسير غالبًا فلو كان بقيمة موجبة نخصمه مِن زاوية القِبلة والعكس صحيح وهناك بعض المواقع التي تقدم خدمة تحديد هذه الزاوية لانحراف الشمال المغناطيسي عن الجغرافي وبمجرد تحريك المؤشر على الخريطة والوصول للموقع المراد حساب قيمة تلك الزاوية فيه.
- حالة أول وآخر النهار: من يتواجد في وقت تعامد الشمس على مكة بحيث يرى الشمس في وضع شروق أو غروب، فبما أنَّ الأصل هو صلاته عكس جهة الظل يعني إلى جهة الشمس فتكون صلاته إلى جهة الشمس مباشرةً لتعذر رؤية الظل وقت الشروق ووقت الغروب حيث يكون الظل ظاهرًا فقط على الأسطح الرأسية على الأرض كالحوائط والجدران.
- حالة أول وآخر النهار في الجانب الآخر من العالم بالنسبة لمكة: مَن يرى الشمس وقت شروق أو غروب في وقت تعامد الشمس على الجانب الآخر من العالم في نهاية نوفمبر ومنتصف يناير تقريبًا حيث تكون فوق النقطة التي تعتبر قُطب مكة على الكُرة الأرضيّة حيث تبعد عنها بنفس المقدار مِن كل الجهات ولها نفس إحداثيات عرض مكة لكن بالسالب ولها إحداثيات طول = 180 - إحداثيات طول مكة، فصلاته تكون عكس جهة الشمس، لأنَّ الأصل هو صلاته حيث يتجه الظل في هذا الجانب مِن العالم يعني عكس جهة الشمس لأنَّ الظل عكس جهة الشمس.
- الأصل في تحديد اليوم الذي تتعامد فيه الشمس على مكة هو معادلة انحراف الشمس عن الإستواء وهي معادلة تعتمد مباشرة على رقم اليوم في السَّنة ومنها نَجِدُ أنَّ اليوم رقم 148 مِن أيَّامِ السَّنَةِ الشَّمسية في التَّقويم الميلادي هو أقرب الأيام لتعامد الشمس على إحداثيات عرض مكة، وبحساب زمن بلوغ الشَّمس مدار السرطان وهو 24 يومًا {28 + 29 + 30 + 31 مِن شهر مايو + الـ 20 يومًا الأوائِل مِن شهر يونيه } نَجِد أنَّها ترجع في مُدَّةٍ زَمَنيَّةٍ قَدرُها 24 يومًا لكن بعد أن تستقر يومًا بعد 20 يونيه عند مدار السرطان نظرًا لبطئ حركة الأرض حول الشمس في الصَّيف فتكون {9 أيَّام مِن شهرِ يونيه مِن 22 إلى 30 + الـ 15 يومًا الأوائِل مِن شهر يوليو} ويوم 15 يوليو هو اليوم رقم 197 أي ( 148 + 24 + 25 ) ؛
- وهذان اليومان 148، 197 في السَّنة الكبيسة يوافقان 27 مايو، 15 يوليو، وفي السَّنة البسيطة يوافقان 28 مايو، 16 يوليو
- وبنفس الطَّريقة توقُّع تعامد الشمس على دائرة عرض قُطب مكة بإحداثيَّات تقريبيَّة 21.43 جنوبًا، 140.2 غربًا فيكون ذلك في اليوم رقم 332 مِن أيَّام السَّنة الميلاديَّة أي يَمُرُّ 23 يوم حتى تتعامد الشمس على مدار الجَدي وبالتالي فبإضافة 23 يومًا أخرى لترجع لنفس النقطة يكون ذلك بنهاية العام الجَّاري أي 9 أيَّام من ديسمبر ثم 13 يومًا مِن يناير العام الجديد الذي يليه، ويلاحظ أنَّ اليوم 332 لا يوجد تغير ملحوظ يخصُّ موقعه بِسَنة بسيطة أو كبيسة فهو ثابت دومًا وأما 28 نوفمبر فلعل ذلك راجع لِحركة الشمس السَّريعة في نهاية فصل الخريف ثم فصل الشتاء مقارنة بسرعتها في نهاية فصل الربيع وبداية فصل الصيف حيث تكون في كل يوم في موقع جديد بعيدًا عن الذي قَبلَهُ فلا يتشابه موقعا تعامدِ الشَّمسِ في يومين مُتتالين في قُربهما مِن مكَّةَ، في حين أنَّ في يناير تقل سرعة حركة الشمس نِسبِيًّا فيتشابه موقعا تعامدها يومي 12، 13 يناير في القُرب مِن موقع مَكَّة.

### الرياضيات والمسلمون
لقد كان تحديد اتجاه القِبلة موضوعًا حيويًّا لدى المُسلمين والمُوَّلِدُ للبيئة العِلمية خلال فترة ازدهار المُسلمين، إحدى الطرق تطلبت الرِّياضيات والفلك. وقد ساهم العُلماء المُسلمون بالعمل لتحديد اتجاه القِبلة مِن أي نُقطة على سطح الأرض، ومِن هؤلاء العُلماء: الخوارزمي، البيروني، ابن الشاطر، ابن الهيثم، وآخرون.
ظِل زاوية القِبْلَة = (جيب فرق خطَّيّ الطُّول) ÷ (جيب فرق دائرَتيّ العَرض)
حيث يتِّمُ إيجاد الفرق بين خط الطُّول المارّ بمكَّة المُكَرَّمة وخط الطول المارّ بموقع المُصَلِّي وكذلك في رقم دائرة العَرض المَارَّة بِهما،
كانت مثل هذه المعادلة في بدايات تطور علم الفلك في البِلاد الإسلامية. ثم طُوِّرَت مُعادلات أكثر دقة ولا تختلف كثيرًا عن المُعادلات الدَّقيقة التي نستعملها اليوم  وهذه المُعادلة مبنية على إسقاط اسطواني للعالم ومُسْتَطِيل الشَّكل يساوي البُعد الأكبر للخريطة مُحيط الإستواء والبُعد الأقل المسافة بين القُطبَينِ وهي تُعطي قيَمًا لا بأسَ بِها في المناطق القريبة نِسبِيًّا مِن مَكَّة ؛
دِقَّةُ خطوط الطول والعرض التي حدَّدَها الفلكيون المُسْلِمون :- يكفي أنْ نذكرَ أنَّ الدِّقَّةَ في خُطوط العرض كانت جيَّدة.  والخطأ فيها أقل مِن درجة ويُقاسُ بالدَّقائق القوسيَّة ؛ أمَّا الخَطأُ في خطوط الطُّول فكان أكبر مِن ذَلِك ويُقاس بالدَّرَجات. ومِن ثَمَّ فإنَّ تحديد القِبلة بالمُعطَيات الَقديمة عندما يُقارَن بالمعلومات الحديثة فإنَّهُ يوجد فيه بعض الخطأ بسبب ذلك. ويكفي أنَّ نذكر في هذا السياق أنَّ العالِمَ الكبيرَ أبا الرَّيحان البيروني قد خَصَّصَ كِتابًا لتحديد قِبلة غزنة التي تقع اليوم في أفغانستان. فقد استعمل عِدّةَ طُرُق رياضيَّة لِحساب فرق خَطَّيّ الطُّول بين غزنة ومكة وأخَذَ مُعَدَّلَها وأدخل ذلك في مجموعة مُعادلات رياضيّة مُعَقَّدة لِحساب قِبلة غزنة ؛ رَحِمَهُ الله وجزاه عن عِلْمِهِ خَيْرَ الجَزاء.

#### القِبلةُ بواسطة حساب المثلثات الكروية
وهو العِلْم الذي برع فيه عُلماء المُسْلِمين قديمًا واستقر العَمل في تحديد القِبلة عليه ؛
المُعادلة مِن حساب المثلثات الكروية تعتمد فقط على إحداثيات الطُّول والعَرْض لكل مِن مَكَّة وموقع المُتَوَجِّه إليها بالصَّلاة، ومِن خلالها نحسب المسافة بين موقعِهِ وموقع مكة بمعادلة، ثُمَّ قيمة زاوية القِبلة بِمُعادلةٍ أُخرى
وتكون زاوية القِبلة مع اتجاه الشَّمال في اتجاه دوران عقارب الساعة دائمًا، لذا يَلْزَمُ تحديدُ الشَّمال الجُغرافي (والذي غالبًا ما يشير إليه الظِّل ظُهرًا لِمَنْ يَسْكُنُ شَمَالَ مَوقعِ تعامد الشَّمس، أو إلى الجنوب لِمَن يَسكُنُ جنوبَ موقِعِ تعامُدِها ) أو تكونُ مع الشَّمال المغناطيسي بواسطة البوصلة (أو مغناطيس معلق بوضع حُر مِن منتصف المسافة بين قُطبيه حيث يشير قُطبُه المُوْجَب للشَّمال المغناطيسي للأرض وهناك مواقع متخصصة لِحساب الفرق بين الشمال المغناطيسي والجُغرافي حيث تُخصم القِيَمُ المُوجَبة مِن زَاويَةِ القِبلة، وتُضاف القيم السَّالبة إليها) وذلك لكي تُطَبَّق نتائج المُعادَلات بِشكْلٍ عَمَليّ.
المعادلة الأولى لتحديد أقصر مسافة بين مَوْقِع المُصَلِّي وموقع مَكَّة :-
{\displaystyle \cos a=(\cos b\,.\,\cos c)+(\sin b\,.\,\sin c\,.\,\cos A\,)}
حيث a وb وc هي الأقواس الثَّلاثة للمُثَلَّثِ الكُرَوِيّ، والزَّاوية A هي الزَّاوية المُقابِلَة للقَوْس a.
قِيمَة b =
(90 - رقم دائرة العرض مكة)، وهي المسافة مِن القطب الشَّماليّ إلى مَكَّةَ بِالدرجات القوسيَّة مع أهمية وضع الإشارة في رقم دائرة العرض بحيث تصير 90 + رقم دائرة العرض لو كان الموقع جنوب الاستواء ؛
قيمة c =
(90 - رقم دائرة العرض الموقع المحَلِّيّ)، وهي المسافة مِن القطب الشَّماليّ إلى الموقع المحَلِّيّ بِالدرجات القوسيَّة ؛
قيمة a =
المسافة بين مِكَّة والموقع المَحلِّي بالدرجات القوسية والمحسوبة في المُعادلةِ الأُولى حيث نحصل بواسطة الحاسِبَة على الزاوية التي جيب تمامها يساوي ناتج تِلْكَ المُعادلة ؛
قيمة A =
| خط طول مكة - خط طول الموقع الآخر |، الفَرق المُطلق (المُوجَب) بين خَطَّيّ طُول مَكَّة والموقع المَحلِّيّ ؛
حيث تُكتَبُ الرُّموز الكَبيرة A، B، C للدلالة على الزَّوايا بين جَوانِبِ المُثلَّث الكُرَويّ على السَّطح الخارجي للكُرة والرُّموز الصَّغيرة a، b، c للدلالة على قِيَم جوانِب المُثَلَّث والتي تُحسَب بالدَّرجات القَوسِيَّة وبِحَسَب قِيمة الدرجة القوسية يُعرف الطُّول الحقيقيّ لها وهي (خارج قِسمَة محيط الأرض ÷ 360 درجة) ؛
ثُمَّ نُطَبِّق المعادلة الثانية لِحساب قيمة الزَّاوية B وهي زاوية انحراف جِهة مَكَّة عن جِهَة القُطب الشَّمالي (زاوية القِبلة) بِالنِّسبَة للموقع المَحلِّي (موقع المُصَلِّي)، وهي الزَّاوية المقابلة للقوس b في المثلث الكروي سالف الذِّكر:-
{\displaystyle \cos B\ ={\operatorname {} \!\cos b-(\cos a\,.\,\cos c) \over \operatorname {} \!\sin a\,.\,\sin c}}
وبواسطة الحاسبة نحصل على قِيمَةِ الزَّاويَّةِ التي جيب تمامها يساوي ناتج المُعادلة السَّابِقة،
هذا ويُمكِنُ كِتابَة المُعادَلَتين بِدون الطَّرح مِن 90 بهذه الصورة :-
{\displaystyle \cos a=(\sin b\,.\,\sin c)+(\cos b\,.\,\cos c\,.\,\cos A\,)}
وفيها تكتب أرقام دوائِر العَرض مُباشَرةً حيثُ تكون b في المُعادلة = رقم دائرة عرض مكة ، وتكُوْن c رقم دائرة عرض الموقع الذي فيهِ المُصَلِّي ؛
حيث أنَّ :- جيب (90 - الزَّاوية) = جيب تمام نِفْس الزَّاوية ؛ والعكس صحيح ، جيب تمام (90 - الزَّاوية) = جيب نِفْس الزَّاوية ؛
كذلك تُصَاغُ المُعادلة الثَّانية في هذهِ الحالةِ هكذا :
{\displaystyle \cos B\ ={\operatorname {} \!\sin b-(\cos a\,.\,\sin c) \over \operatorname {} \!\sin a\,.\,\cos c}}
وكَذلِكَ يُمكِن تطبيق المُعادَلة التَّالية  بشكل مُباشِر على رَقَم دائرة عَرض مكَّة b والفرق بين خط طولها وخط طول الموقع المَحَلِّي A وناتج معادلة حِساب أقصر مسافة بين مكَّة والموقع المحلِّي a :-
{\displaystyle \sin B\ ={\operatorname {} \!\cos b.\,\sin A \over \operatorname {} \!\sin a\,}}
لكن معادلة sin تعطي نفس القيمة لزاوية ما والزاوية المُكَمِلة لها ويمكن تفسير ذلك في كون الزاوية تقاس مع خط الزوال فتكون عند قياسها من جهة الشَّمال بقيمة وعند قياسها مع جهة الجنوب بالقيمة المكملة أي ( 180 - تلك القيمة )
وهُناك مُعادَلَة أُخرى مُباشرة  وليس مُعادلتين للحصول على زاوية القِبلة لكنها تُعطي أقل قيمة لِلزاويّة مَعَ خَطِّ الزَّوال (خَطُّ مُنْتَصَفِ النَّهار أو الخط الواصل بين الشَّمال والجنوب ) بمعنى أنَّهُ يَلْزَمُ النَّظَرُ للخريطة لتوقُّع قِيمة الزَّاوية أولًا مِن حيث الاتجاه للشرق أو للغَرب وللشَّمال أو للجَنوب بطبيعة المَسار المُوَصِّلِ بين موقعيّ مكة والمُصَلِّي فتكون فائدة المُعادَلة فقط تحديد قيمة الزَّاوية رَقَمِيًّا :-
{\displaystyle \cot B\ ={\operatorname {} \!(\cos A\,.\,\sin c)-(\cos c\,.\,\tan b) \over \operatorname {} \!\sin A\,}}
مَعَ مُراعاة اختلاف شَكْلِ الأرضِ الحقيقي عن النَّموذج الكُروي تَام الاستدارة وهذا مجال عمل المُتَخَصَّصِين في الـجيوديسيا لِذا يَتِمُّ بناءُ المَساجِد الكَبيرة بأجهزة المِساحة المُخَتَصَّة بِذلِك لتوفير أكبر دَرَجَةٍ مِن الدِقَّة في تَعيينِ القِبْلة وتُستَخدَمُ الطُرُق الأُخرى فيما سُوى ذلك حيثُ تكونُ الفُروق ضئيلة نِسْبِيًّا بينَ النَّموذجين الكُرَوَي والبَيضاويّ شِبه الكُروي ؛
هَذَا، ويمكن باستخدام آداة المَسْطَرَة في جوجل إيرث رسم خط بين الموقع ومكة وآخر بينه وبين القطب الشمالي ثم تصوير صورة بالحاسوب للسطح عن قُرب بحيث تظهر الزاوية بين الخَطَّين وتُقاس برسم خَطين مُضافَيْن مطابقين للخَطَّين في الصُّورة المُلتقطة بعد إدخالها لبرنامج هندسي مثل جيوجبرا، وهي طريقة تعتمد على كون نموذج جوجل إيرث نموذج كروي غير تامّ الإستدارة فتكون قيمة الزاوية أكثر دقة؛ وعمومًا معرفة زاوية القِبلة واتجاه الشَّمال يتيح معرفة القِبلة في أي وقت فحينما تكون الزاوية مرسومة بين خطين بورقة موضوعة أُفقيًّا مع سطح الأرض ويشير أحد الخَطَّين لاتجاه الشمال سيشير الخط الآخر لاتجاه مكة المكرمة بحيث تكون جهة القِبلة مائلة للشرق لمن يسكن بنصف الأرض الغربيّ مِن مكة وللغرب لمن يسكن بالنِّصف الشَّرقيّ منها.

### مِن الفضاء
أقامت وكالة الفضاء الوطنية الماليزية في نيسان/أبريل 2006 مؤتمراً للعلماء والباحثين المسلمين لنقاش موضوع كيفية تحديد القِبلة لشخص في الفضاء. وتوصل المؤتمر إلى أن رواد الفضاء يجب عليهم تحديد القِبلة "وفق استطاعتهم".

## فقه القِبلة حَسبالمَذاهب الأربعة
القِبلة هي جهة الكعبة، أو عين الكعبة، فمن كان مقيماً بمكة أو قريباً منها فإن صلاته لا تصح إلا إذا استقبل عين الكعبة يقيناً ما دام ذلك ممكناً، فإذا لم يمكنه ذلك، فإن عليه أن يجتهد في الاتجاه إلى عين الكعبة، إذ لا يكفيه الاتجاه إلى جهتها ما دام بمكة، على أنه يصح أن يستقبل هواءها المُحاذي لها من أعلاها، أو من أسفلها، فإذا كان شخص بمكة على جبل مرتفع عن الكعبة. أو كان في دار عالية البناء ولم يتيسر له استقبال عين الكعبة، فإنه يكفي أن يكون مستقبلاً لهوائها المتصل بها (مع تفصيل في المسألة)؛
ومَن كان بمدينة النبي صلى الله عليه وسلم، فإنه يجب عليه أن يتجه إلى نفس محراب المسجد النبوي. وذلك لأن استقبال عين محراب مسجد النبي صلى الله عليه وسلم هو استقبال لعين الكعبة، لأنه وضع بالوحي، فكان مُسَامِتًا لعين الكعبة، ولا يلزمه أنْ يستقبل عين الكعبة، بل يصح أنْ ينتقل عن عين الكعبة إلى يمينها أو شِمالِها، ولا يضُرُّ الانحراف اليسير عَن نفس الجِهة أيضاً، لأنَّ الشَّرط هو أنْ يبقى جُزء مِن سَطح الوَجْهِ مُقابِلاً لِجِهَة الكعبة.
واستقبال القِبلة شَرطٌ مِن شروطِ صِحَّة الصَّلاة بالكتاب والسُّنَّةِ والإجماع، فأمَّا الكتاب فقوله تعالى: ﴿قَدْ نَرَى تَقَلُّبَ وَجْهِكَ فِي السَّمَاءِ فَلَنُوَلِّيَنَّكَ قِبْلَةً تَرْضَاهَا فَوَلِّ وَجْهَكَ شَطْرَ الْمَسْجِدِ الْحَرَامِ وَحَيْثُ مَا كُنْتُمْ فَوَلُّوا وُجُوهَكُمْ شَطْرَهُ وَإِنَّ الَّذِينَ أُوتُوا الْكِتَابَ لَيَعْلَمُونَ أَنَّهُ الْحَقُّ مِنْ رَبِّهِمْ وَمَا اللَّهُ بِغَافِلٍ عَمَّا يَعْمَلُونَ ۝١٤٤﴾ [البقرة ١٤٤]؛ وأمَّا السنة فكثيرة. منها ما أخرجه البُخاري، ومسلم عن مالك عن عبد الله بن دينار عن عبد الله بن عُمر، قال: بينما الناس في صلاة الصبح بقِباء إذ جاءهم آتٍ؛ فقال: إنَّ رسول الله صلى الله عليه وسلم قد أُنزل عليه الليلة؛ وقد أُمِرَ أنْ يستقبل القِبلة، فاستقبلوها، وكان وجوههم إلى الشَّام، فاستداروا إلى الكعبة.
وأخرج مُسلِم عن أنس أن رسول الله صلى الله عليه وسلم كان يُصَلِّي نحو بيت المقدس؛ فنزلت:
﴿قَدْ نَرَى تَقَلُّبَ وَجْهِكَ فِي السَّمَاءِ فَلَنُوَلِّيَنَّكَ قِبْلَةً تَرْضَاهَا فَوَلِّ وَجْهَكَ شَطْرَ الْمَسْجِدِ الْحَرَامِ وَحَيْثُ مَا كُنْتُمْ فَوَلُّوا وُجُوهَكُمْ شَطْرَهُ وَإِنَّ الَّذِينَ أُوتُوا الْكِتَابَ لَيَعْلَمُونَ أَنَّهُ الْحَقُّ مِنْ رَبِّهِمْ وَمَا اللَّهُ بِغَافِلٍ عَمَّا يَعْمَلُونَ ۝١٤٤﴾ [البقرة] فمرَّ رَجُلٌ مِن بني سَلَمَة، وهُم ركوع في صلاة الفجر؛ وقد صَلُّوا ركعًة فنادى: ألا إنَّ القِبلةَ قد حُوِّلَت، فمالُوا كما هو نحو القِبلة إلى غير ذلك مِن الأحاديث الصحيحة. وقد أجْمَعَ المُسلمون على أنَّ استقبال القِبلة شَرطٌ مِن شروط صِحَّة الصَّلاة.

### العَزِيْمَةُ والرُّخْصَةُ في اسْتقبالِ القِبلة
يجب على كل مُصَلٍّ أنْ يستقبلَ القِبلة بشرطين:
1. القدرة،
2. الأمن،

فمن عَجَزَ عن استقبالها لِمَرَضٍ ونحوه، ولم يجِد مَن يوجِّهْهُ إليها، سَقَط عنه ذلك، ويُصَلِّي إلى الجِهَة التي يقدر عليها، وكذا مَن خاف مِن عدوٍ آدمي أو غيرِه على نفسه أو ماله فإنَّ قِبْلَتَهُ هي التي يقدر على استقبالها. ولا تجب عليه الإعادة في الحالتين.

### الصَّلاة في جَوف الكعبة
الكعبة قِبلة المُسْلِمين فلا تصِحُّ الصلاة إلا إليها، وليس المُراد تقديس جهة خاصة، بل المراد إنَّما هو عِبادةُ الله وحدَهُ بالكيفيّة التي يأمر بها، ولذا قال تعالى: ﴿سَيَقُولُ السُّفَهَاءُ مِنَ النَّاسِ مَا وَلَّاهُمْ عَنْ قِبْلَتِهِمُ الَّتِي كَانُوا عَلَيْهَا قُلْ لِلَّهِ الْمَشْرِقُ وَالْمَغْرِبُ يَهْدِي مَنْ يَشَاءُ إِلَى صِرَاطٍ مُسْتَقِيمٍ ۝١٤٢﴾ [البقرة ١٤٢]، فالمقصود مِن الاتجاه إلى مكان خاص إنَّما هو الخضوع لله تعالى بامتثال أمرِهِ، ومَن شاء أنْ يعرف الحِكمة في ذلك فليدرك أنَّ هذه الجهة هي التي بها الكعبة. وهذا المكان قد أمر الله تعالى الناس بأن يقصدوه، لما يترتب عليهِ مِن المنافع العامة، وتهذيب النفوس بطاعة الله تعالى، وخشيته، وإحياء سكانه الذين لا زرع لهم ولا موارد لديهم، كما قال الله تعالى حِكايَةً عن سيدنا إبراهيم عليه السَّلام: ﴿رَّبَّنَاۤ إِنِّیۤ أَسۡكَنتُ مِن ذُرِّیَّتِی بِوَادٍ غَیۡرِ ذِی زَرۡعٍ عِندَ بَیۡتِكَ ٱلۡمُحَرَّمِ رَبَّنَا لِیُقِیمُوا۟ ٱلصَّلَوٰةَ فَٱجۡعَلۡ أَفۡـِٔدَةࣰ مِّنَ ٱلنَّاسِ تَهۡوِیۤ إِلَیۡهِمۡ وَٱرۡزُقۡهُم مِّنَ ٱلثَّمَرَ ٰ⁠تِ لَعَلَّهُمۡ یَشۡكُرُونَ﴾ [إبراهيم ٣٧]، فضلاً عن كون هذه البُقعَة مُقَدَّسَة بظهور سيّد الأنبياء والمُرسلين الذي جاء للناس بما فيه منافعهم الأدبية والمادية. وقضى على عبادة الأوثان في تلك الجهات فأراد الله سبحانه وتعالى أن يعلن رضاءه عنه بتحويل الناس إلى الكعبة، بَعدَ أن كانوا يصلون إلى بيت المقدس، وعلى كل حال، فالغرض الوحيد مِن العبادة في الإسلام إنَّما هو تمجيد الله وحده، وتقديسه مِن غير مُشاركة مخلوق، مهما جَلَّ قدره، وعظمت منزلتُه، كما قال الله تعالى: ﴿وَلِلَّهِ الْمَشْرِقُ وَالْمَغْرِبُ فَأَيْنَمَا تُوَلُّوا فَثَمَّ وَجْهُ اللَّهِ إِنَّ اللَّهَ وَاسِعٌ عَلِيمٌ ۝١١٥﴾[البقرة].
مِن هذا يتضح لك أنَّ الله تعالى قد أمر بالتوجه إلى القِبلة، فالصلاة في جوفها فرضاً، أو نفلاً، وإن كان فيه اتجاه إلى القِبلة يُصَحِّحُ الصَّلاةَ إلَّا أنَّه ليس اتجاهاً كاملاً، ولذا اختلفت المذاهب في الصلاة فيه؛
واتفق جميعُهم على صِحَّة النَّفَل (ما دون الفريضة) في جَوْفِ الكعبة وعلى سطحها، والفريضة خالف في شأنها الحنابلة مشترطين الوقوف في منتهاها، وألَّا يبقى وراء المُصَلِّي شيء منها، أو الوقوف خارجها، والسُّجود فيها، والمالكيَّة يرون كراهة ذلك وبُطلان صلاة الفريضة فوق الكعبة واستحبوا أنِ تُعاد صلاة الفريضة التي في جوف الكعبة قَبْل خُرَوجِ وقتِها، والشَّافعية اشترطوا لِصِحَّةِ الصلاة في جَوْفِ الكعبة ألا يكون بابها مفتوحًا وللصَّلاة فوقها أن يكون أمام المُصَلِّي شيء مُرتفع مِن بناء الكعبة قدر ثُلُثَيّ ذِراع، والأحناف يرون بكراهة الصلاة فوق الكعبة لما فيه مِن عَدم تعظيمها.

### الصَّلاة في السَّفينة وعلى الدَّابة
حدَّثنا مُعاذ بنُ فَضَالة قال حدَّثنا هِشام عن يَحيَى عن مُحَمَّدٍ بنِ عبد الرَّحمَن بِن ثَوْبانَ قال حدَّثَني جابرُ بنُ عَبدِ اللهِ : أنَّ النبيَّ صَلَّى اللهُ عليه وسلَّمَ كانَ يُصَلِّي علَى رَاحِلَتِهِ نَحْوَ المَشْرِقِ، فَإِذَا أرَادَ أنْ يُصَلِّيَ المَكْتُوبَةَ نَزَلَ، فَاسْتَقْبَلَ القِبْلَةَ. المصدر : صحيح البخاري حديث رقم : 1099 
ولأنَّ صلاة النافلة على الدَّابة ثابتة بالسُّنَّة فالكلام هُنا عن صِحَّتِها في صَلاة الفريضة، فَمَن كانَ راكباً على دابَّة، ولا يُمكنه أن يِنْزِلَ عنها لِخَوْفٍ على نفسه أو ماله، أو لِخَوْفٍ مِن ضررٍ يلحقُهُ بالانقطاع عن القافِلَة، أو كان بحيث لو نزلَ عنها لا يمكنه العودة إلى رُكوبِها ونحو ذلك؛ فإنه يُصَلِّي الفريضةَ في هذه الأحوال على الدابَّة إلى أي جهة يمكنه الاتجاه إليها، وتَسْقطُ عنه أركانُ الصَّلاةِ التي لا يستطيعُ فِعلَها، ولا إعادة عليه. (يرَى المالكية باشتراط الخَوْفِ الشَّديد كحربٍ وما شابه ذلك مِن الأخطار المُحقَّقَة لكي لا يخرُج وقت الصَّلاة واستحبوا عند الأمْنِ الإعادة قبل خُرُوج الوَقْتِ)
أمَّا صَلاةُ الفريضةِ على الدَّابة عِندَ الأمن والقُدرة، فإنَّها لا تَصِحُّ إلا إذا أتَى بِها كامِلةً مُستوفيةً لشرائِطِها وأركانِها، كالصَّلاة على الأرضِ؛ ولو كانت الدَّابة سائِرَة.
ومَن أرادَ أن يصلي في سفينة فرضاً أو نفلاً، فعليه أن يستقبل القِبلة متى قدر على ذلك، وليس له أنْ يُصَلِّي إلى غير جهتها، حتى لو دارت السَّفينة وهو يُصَلِّي، وَجَبَ عليه أن يدور إلى جِهة القِبلة حيث دارت، فإن عجز عن استقبالها صلى إلى جهة قُدرته، ويَسقط عنه السُّجُود أيضاً إذا عجز عنه، ومحل كل ذلك إذا خاف خروجَ الوقت قبل أنْ تصل السفينة أو القاطرة إلى المكان الذي يصلي فيه صلاة كاملة، ولا تجب عليه الإعادة، ومثل السَّفينة القُطُر البُخارية البريَّة. والطائرات الجويَّة ونحوها.

## معرض صور

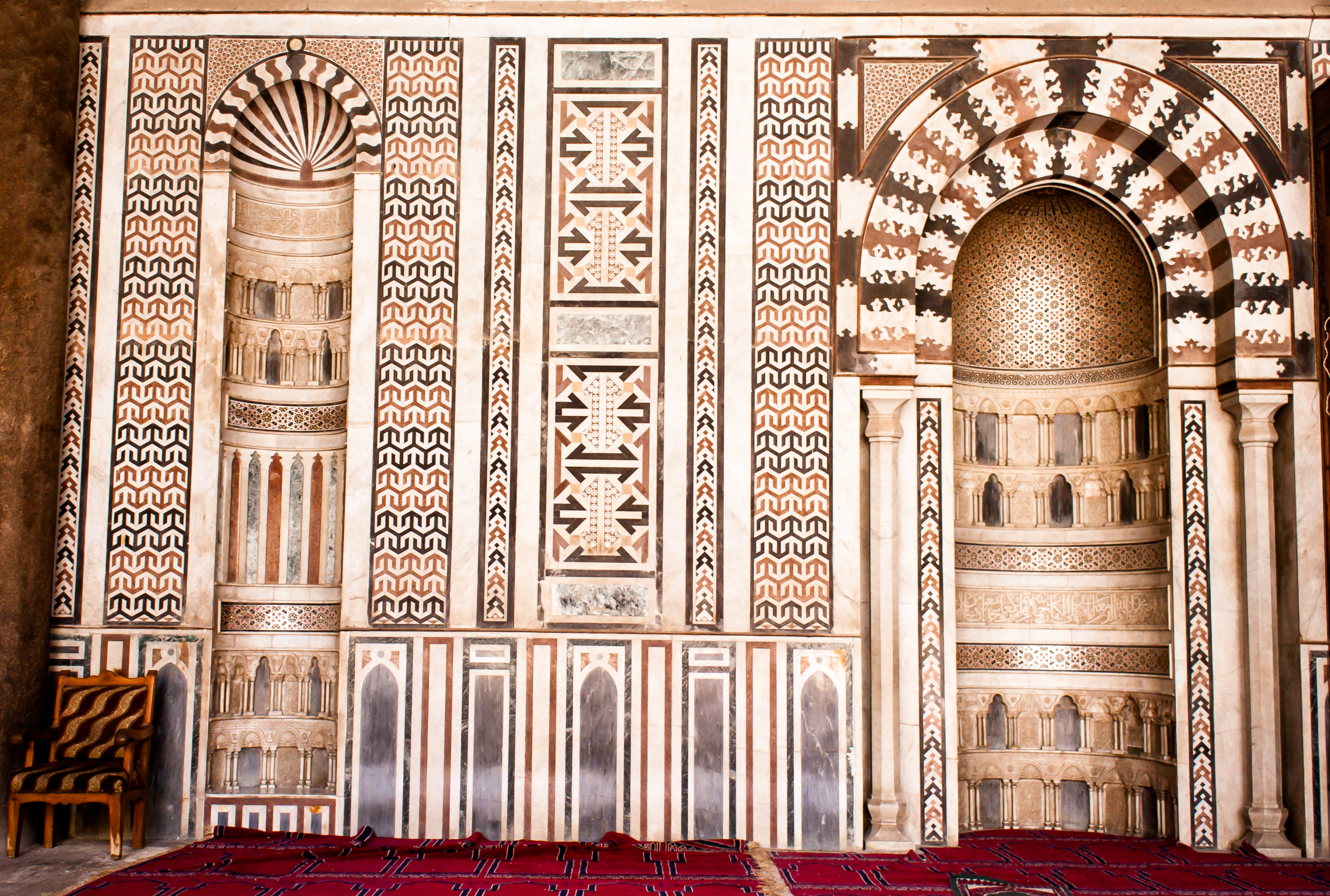
مِحراب مسجد النَّاصِر مُحَمَّد بن قلاوُن